# The Bridge (film, 2017)
Pour les articles homonymes, voir The Bridge (homonymie).
Pour plus de détails, voir Fiche technique et Distribution.
The Bridge (Le Pont en anglais) est un film nigérian réalisé par Kunle Afolayan, sorti en 2017. 

## Synopsis
Obadare, un prince yoruba qui travaille comme pilote d'avion, et Stella, fille d'une bonne famille ibo qui a terminé ses études de médecine, s'aiment. Ils se voient en secret depuis un moment, et Obadare finit par demander à Stella de l'épouser. Devant le refus de leurs parents respectifs, ils se marient sans leur consentement. Stella suit Obadare à Ilorin et rencontre ses parents, mais ses parents à elle découvrent qu'elle leur a désobéi, et font pression sur elle pour qu'elle rentre et que le mariage soit annulé.

## Fiche technique
- Titre original : The Bridge (littéralement « Le Pont » en anglais)
- Réalisation : Kunle Afolayan
- Scénario : Shola Dada
- Musique : Anu Afolayan et Kent Edunjobi
- Photographie :
- Montage : Adelaja Adebayo
- Production :
- Société de production : Lasun Ray Films
- Sociétés de distribution :
- Pays de production :  Nigeria
- Langues originales : anglais, yoruba, igbo
- Format : couleur
- Genre : drame
- Durée : 118 minutes
- Dates de sortie : 2017

## Distribution
- Chidinma : Stella Maxwell
- Demola Adedoyin : Obadare Adeyemi
- Kunle Afolayan : Jire
- Zack Orji : Dominic Maxwell
- Tina Mba : Mrs. Maxwell
- Prof. Ayo Akinwale : Obe Adeyemi
- Binta Ayo Mogaji : Olori Omolade
- Ken Erics : Augustine
- Peter Johnson : Pascal
- Akinruli Akinola : Arinze

## Accueil critique
Le critique de Nollywood Reinvented trouve l'intrigue parfois peu vraisemblable et les acteurs sous-exploités dans ce film.
La critique de QED.ng apprécie la représentation des deux cultures igbo et yoruba dans le film, ainsi qu'une fin émouvante.
La presse en général a salué la première prestation de la chanteuse Chidinma au cinéma.